# Hullámegyenlet

A hullámegyenlet kétdimenziós megoldása

A hullámegyenlet a klasszikus mechanikában és elektrodinamikában egy olyan idő- és térkoordinátában is másodrendű parciális differenciálegyenlet, amely leírja egy hullám terjedését az anyagon (közvetítő közegen) keresztül. Az egyenletnek számos formája van a hullámvezetés és a közvetítő anyag fajtájától függően.
A nemrelativisztikus kvantummechanika hullámegyenlete, a Schrödinger-egyenlet az időkoordinátában elsőrendű.
A relativisztikus kvantummechanika hullámegyenlete, a Dirac-egyenlet a térkoordinátákban is elsőrendű, különben nem teljesülhetne a Lorentz-invariancia.

## A klasszikus fizika hullámegyenlete

### D’Alembert hullámegyenlete anyagokra
Egy dimenzióban a hullámegyenlet formája:
{\displaystyle {\frac {1}{c^{2}}}{\frac {\partial ^{2}\phi }{\partial t^{2}}}={\frac {\partial ^{2}\phi }{\partial x^{2}}}.\ }
Általános megoldása, ahogy Jean le Rond d’Alembert megadta:
{\displaystyle \phi (x,t)=F(x-ct)+G(x+ct).\ }
Ez két impulzusnak felel meg, az egyik (F) a +x irányban, a másik (G) a −x irányban. A fenti egyenlet értelemszerűen kibővíthető térbeli hullámegyenletté a megfelelő y és z tagok hozzáadásával.
Nemlineáris hullámegyenlet tömegáramláshoz vezethet.

### Hullámegyenlet az elektromágnesességben
A klasszikus elektrodinamika hullámegyenlete a Maxwell-egyenletekből vezethető le. Induljunk ki a Maxwell-egyenletek alábbi alakjából, ahol nincsenek jelen töltések (ρ = 0), valamint nem folyik áram (j = 0):
M1: {\displaystyle \nabla {\vec {E}}=0}
M2: {\displaystyle \nabla \times {\vec {E}}=-{\frac {\partial {\vec {B}}}{\partial t}}}
M3: {\displaystyle \nabla {\vec {B}}=0}
M4: {\displaystyle \nabla \times {\vec {H}}={\frac {\partial {\vec {D}}}{\partial t}}}
A fentiekben {\displaystyle {\vec {B}}=\mu {\vec {H}}}, illetve {\displaystyle {\vec {D}}=\epsilon _{0}{\vec {E}}+{\vec {P}}=\epsilon _{0}\cdot \left(1+\chi \right){\vec {E}}=\epsilon {\vec {E}}}.
M4-et idő szerint deriválva az (1), illetve véve M2 rotációját a (2) összefüggésre jutunk:
(1): {\displaystyle \nabla \times {\frac {\partial {\vec {H}}}{\partial t}}=\epsilon {\frac {\partial ^{2}{\vec {E}}}{\partial t^{2}}}}
(2): {\displaystyle \nabla \times \nabla \times {\vec {E}}=-\mu \nabla \times {\frac {\partial {\vec {H}}}{\partial t}}}

Az utóbbi (2) egyenlet bal oldala a rotáció szorzási szabályának ({\displaystyle \nabla \times \nabla \times {\vec {E}}=\nabla (\nabla {\vec {E}})-\Delta {\vec {E}}}) megfelelően átírható, de ez M1 alapján most:
(3): {\displaystyle \nabla \times \nabla \times {\vec {E}}=-\Delta {\vec {E}}}
összefüggést kapjuk. Ezek után (1)-et (2)-be írva, felhasználva a (3)-as összefüggést, az alábbi differenciálegyenlet adódik:
{\displaystyle \Delta {\vec {E}}-\mu \epsilon {\frac {\partial ^{2}{\vec {E}}}{\partial t^{2}}}=0}
Felhasználva az {\displaystyle n={\sqrt {\epsilon _{r}\mu _{r}}}} és {\displaystyle c={\frac {1}{\sqrt {\mu _{0}\epsilon _{0}}}}} összefüggéseket, az alábbi differenciálegyenlet áll elő:
A fenti egyenletet hullámegyenletnek nevezzük. Ennek időfüggetlen vagy az időfüggésről leválasztott formája a Helmholtz-egyenlet.
Abban az esetben, ha P nem lineáris, a nemlineáris hullámegyenletet kapjuk. Erről részletesebben a nemlineáris optika címszó alatt olvashatunk.

### Megoldása

#### Egy térdimenzióban
Az egydimenziós
{\displaystyle {\frac {1}{c^{2}}}{\frac {\partial ^{2}u}{\partial t^{2}}}-{\frac {\partial ^{2}u}{\partial x^{2}}}=0}
hullámegyenlet általános megoldásának alakja:
{\displaystyle u\left(t,x\right)=f(x+ct)+g(x-ct)}
ahol f és g kétszer differenciálható. Az első összeadandó a balra, a második összeadandó a jobbra futó hullámot írja le.
Az f és a g függvények kifejezhetők koszinuszos függvények lineáris kombinációjaként:
{\displaystyle \cos(kx-\omega t+\varphi )}
vagy a komplex exponenciális függvénnyel:
{\displaystyle \mathrm {e} ^{\mathrm {i} (kx-\omega t)}\,}
{\displaystyle u(t,x)={\text{Re}}\int \mathrm {d} k\,a(k)\,\mathrm {e} ^{\mathrm {i} (k\,x-\omega \,t)}\,.}
Ahol is k a hullámszám.
A frekvencia: {\displaystyle \omega =|k|\,c}.
A {\displaystyle \varphi {(k)}} fázisszöget az {\displaystyle a(k)\,.} komplex amplitúdó foglalja magában.

#### Adott kezdeti feltételekkel
Legyen {\displaystyle u\left(t,x\right)=f(x+ct)+g(x-ct)} az egydimenziós hullámegyenlet megoldása. Adva legyenek még az {\displaystyle u\left(0,x\right)=\phi (x)} és az {\displaystyle {\frac {\partial u}{\partial t}}\left(0,x\right)=u_{t}(0,x)=\psi (x)} kezdeti feltételek.
Ekkor
{\displaystyle u\left(0,x\right)=f(x)+g(x)=\phi (x)}
{\displaystyle u_{t}\left(0,x\right)=c\left(f'(x)-g'(x)\right)=\psi (x)}
A második egyenletet integrálva:
{\displaystyle f(x)-g(x)={\frac {1}{c}}\int \limits _{x_{0}}^{x}\psi (\xi )\,\mathrm {d} \xi ,}
Megoldva:
{\displaystyle f(x)={\frac {1}{2}}\left(\phi (x)+{\frac {1}{c}}\int \limits _{x_{0}}^{x}\psi (\xi )\,\mathrm {d} \xi \right)}
{\displaystyle g(x)={\frac {1}{2}}\left(\phi (x)+{\frac {1}{c}}\int \limits _{x}^{x_{0}}\psi (\xi )\,\mathrm {d} \xi \right)}
Így a kezdeti feltételes megoldás:
{\displaystyle u(t,x)={\frac {1}{2}}\left(\phi (x+ct)+\phi (x-ct)+{\frac {1}{c}}\int \limits _{x-ct}^{x+ct}\psi (\xi )\,\mathrm {d} \xi \right)}

#### Két térdimenzióban
Két dimenzióban az egyenlet alakja:
{\displaystyle {\frac {1}{c^{2}}}{\frac {\partial ^{2}u}{\partial t^{2}}}-{\frac {\partial ^{2}u}{\partial x^{2}}}-{\frac {\partial ^{2}u}{\partial y^{2}}}=0}
Megoldásának általános alakja:
{\displaystyle u(t,x,y)={\frac {1}{2\pi c}}\iint _{D}{\frac {\phi (x+\xi ,y+\eta )}{\sqrt {(ct)^{2}-\xi ^{2}-\eta ^{2}}}}d\xi \,d\eta .\,}
Ez a megoldás a magasabb dimenziós egyenletek megoldóképletéből is levezethető.

#### Három vagy több térdimenzióban
Az általános megoldás magasabb dimenzióban is kifejezhető síkhullámok lineáris kombinációjaként:
{\displaystyle \mathrm {e} ^{\mathrm {i} (\mathbf {k} \mathbf {x} -\omega t)},\ {\text{ahol}}~\omega =\left|\mathbf {k} \right|c}
és egy ilyen síkhullám c sebességgel mozog a {\displaystyle \mathbf {k} } irányban.
A megoldás általános alakja
{\displaystyle u(t,\mathbf {x} )={\text{Re}}\int \mathrm {d} ^{n}k\,a(\mathbf {k} )\,\mathrm {e} ^{\mathrm {i} (\mathbf {k} \,\mathbf {x} -|\mathbf {k} |\,c\,t)}}
Itt nem látszik, hogyan függ a kezdeti értéktől a megoldás.
Három dimenzióban a megoldás előáll a kezdeti értékek középértékeként. Legyen {\displaystyle u(t,\mathbf {x} )} a függvény, φ és ψ adott függvények
{\displaystyle u(0,\mathbf {x} )=\phi (\mathbf {x} )\,,~{\frac {\partial }{\partial t}}u(0,\mathbf {x} )=\psi (\mathbf {x} )\,.}
Ha most feltesszük, hogy c = 1, akkor a kezdeti értékhez tartozó megoldás megadható a középértékek lineáris kombinációjaként:
{\displaystyle u(t,\mathbf {x} )=t\,M_{t,\mathbf {x} }[\psi ]+{\frac {\partial }{\partial t}}(t\,M_{t,\mathbf {x} }[\phi ])}
Itt
{\displaystyle M_{t,\mathbf {x} }[\chi ]={\frac {1}{4\,\pi }}\int \limits _{-1}^{1}\!\!\mathrm {d} \cos \vartheta \int \limits _{0}^{2\pi }\!\!\mathrm {d} \varphi \,\chi (\mathbf {x} +t\mathbf {n} (\vartheta ,\varphi ))\quad {\text{ahol}}\quad \mathbf {n} (\vartheta ,\varphi )={\begin{pmatrix}\sin \vartheta \cos \varphi \\\sin \vartheta \sin \varphi \\\cos \vartheta \end{pmatrix}}}
a χ függvény középértéke az x középpontú |t| sugarú gömbön. Külön megemlítendő, hogy {\displaystyle M_{0,\mathbf {x} }[\chi ]=\chi (\mathbf {x} )\!\,.}
Ahogy ez az előállítás mutatja, a kezdeti érték feladat megoldása folytonosan függ a kezdeti értéktől, és a t időpontban az x-beli érték csak azoktól az y pontokban felvett értékektől függ, amely y-okból a c = 1 sebességgel haladó hullám elérhetett x-be. Magyarul, a hullám c = 1 sebességgel halad, és eleget tesz a Huygens-elvnek.
Alacsonyabb dimenziókban nem teljesül a Huygens-elv, az x-beli érték azoktól az y pontokban felvett értékektől is függhet, amely y-okból a c = 1 sebességnél lassabban haladó hullám elérhetett x-be. Páros dimenziókban hasonlóan nem teljesül a Huygens-elv.
Az inhomogén hullámegyenlet megoldása három dimenzióban:
{\displaystyle u(t,\mathbf {x} )=t\,M_{t,\mathbf {x} }[\psi ]+{\frac {\partial }{\partial t}}(t\,M_{t,\mathbf {x} }[\phi ])+{\frac {1}{4\pi }}\int _{|\mathbf {z} |\leq |t|}\!\!\mathrm {d} ^{3}z\,{\frac {v(t-{\text{sgn}}(t)|\mathbf {z} |,\mathbf {x} +\mathbf {z} )}{|\mathbf {z} |}}}
Az inhomogenitás és a kezdeti érték hatása a hullám sebességével terjed.

### Peremérték-feladatok

#### Egy térdimenzióban
Egy x = 0 és x = L között kifeszített hajlékony húr eleget tesz a hullámegyenletnek minden t > 0 és 0 < x < L-re. Az u különböző peremfeltételek adhatók:
{\displaystyle -u_{x}(t,0)+au(t,0)=0,\,}
{\displaystyle u_{x}(t,L)+bu(t,L)=0,\,}
ahol a és b nem negatív. Ha azt akarjuk, hogy a határpontokban u nulla legyen, akkor a-nak és b-nek a végtelenbe kell tartania.
A változók szétválasztásával
{\displaystyle u(t,x)=T(t)v(x).\,}
Következik, hogy
{\displaystyle {\frac {T''}{c^{2}T}}={\frac {v''}{v}}=-\lambda .\,}
A λ sajátérték a
{\displaystyle v''+\lambda v=0,\,}
{\displaystyle -v'(0)+av(0)=0,\quad v'(L)+bv(L)=0.\,}
rendszer nem triviális megoldása, ami az általánosabb Sturm–Liouville-tétel speciális esete. Ha a és b is pozitív, akkor az összes sajátérték pozitív lesz, és megoldásként trigonometrikus függvények adódnak. Az u-ra és ut-re adott négyzetesen integrálható kezdeti feltételekre adott megoldás ezek szerint a függvények szerint trigonometrikus sorba fejthető.

#### Magasabb dimenzióban
Az egydimenziós feltételek elmélete magasabb dimenzióba is kiterjeszthető. Tekintsük a D tartományt az m dimenziós X térben, és jelöljük a határát B-vel. Ekkor a változókra a következőknek kell teljesülniük: x D-beli, és {\displaystyle t>0}. D határán az u megoldásra kikötjük, hogy
{\displaystyle {\frac {\partial u}{\partial n}}+au=0,\,}
ahol n a B-ről kifelé mutató normális egységvektor, és a a B-n definiált nem negatív függvény. Ha u-nak nullának kell lennie a határon, akkor a-nak a végtelenbe kell tartania.
A kezdeti feltételek:
{\displaystyle u(0,x)=f(x),\quad u_{t}=g(x),\,}
ahol f és g a D-n értelmezett függvények. A feladat megoldható f és g sajátfüggvények szerinti sorfejtésével.
Ezek a sajátfüggvények eleget tesznek ezeknek az egyenleteknek:
{\displaystyle \nabla \cdot \nabla v+\lambda v=0,\,}
D-ben, és
{\displaystyle {\frac {\partial v}{\partial n}}+av=0,\,}
B-n.
Ha D körlap, akkor a sajátfüggvények előállnak, mint egy csak a θ szögtől függő szögfüggvény, és egy, csak a középponttól való távolságtól függő Bessel-függvény szorzata. Három dimenzióban, ha a határ gömbfelület, akkor a két tényező közül az egyik egy harmonikus gömbfüggvény, a másik egy félegész Bessel-függvény.

### Egydimenziós inhomogén hullámegyenlet
Egy dimenzióban az inhomogén hullámegyenlet általános alakja:
{\displaystyle c^{2}u_{xx}(x,t)-u_{tt}(x,t)=s(x,t)\,}
ahol a kezdeti és a peremfeltételek:
{\displaystyle u(x,0)=f(x)\,}
{\displaystyle u_{t}(x,0)=g(x)\,}
Az {\displaystyle s(x,t)} függvényt forrásfüggvénynek is nevezik, mivel a forrás tulajdonságainak hatását írja le.
Az egyik módszer kihasználja, hogy a hullám véges sebességgel terjed, ami azt jelenti, hogy a {\displaystyle (x_{i},t_{i})} pontban felvett érték csak {\displaystyle \scriptstyle f(x_{i}+ct_{i})} és {\displaystyle \scriptstyle f(x_{i}-ct_{i})} értékétől függ, és {\displaystyle \scriptstyle g(x)} értéke {\displaystyle \scriptstyle (x_{i}-ct_{i})} és {\displaystyle \scriptstyle (x_{i}+ct_{i})} közé esik. Ez a d’Alembert-formulában is látható:
{\displaystyle u(x,t)={\frac {1}{2}}\left[g(x-ct)+g(x+ct)\right]+{\frac {1}{2c}}\int _{x-ct}^{x+ct}h(\xi )\,d\xi }
Fizikai szempontból tekintve: ha a maximális terjedési sebesség {\displaystyle \scriptstyle c}, akkor nincs a hullámnak olyan része, ami adott idő alatt eljutva egy pontba ne hatna az ottani amplitúdóra. Ez azt jelenti, hogy a megoldásban csak a terjedési kúpban levő pontokat kell tekintetbe venni. Jelölje a {\displaystyle \scriptstyle (x_{i},t_{i})} pontra ható pontok halmazát {\displaystyle \scriptstyle R_{C}}. Az inhomogén hullámegyenletet {\displaystyle \scriptstyle R_{C}}-n integrálva:
{\displaystyle \iint \limits _{R_{C}}\left(c^{2}u_{xx}(x,t)-u_{tt}(x,t)\right)dxdt=\iint \limits _{R_{C}}s(x,t)dxdt.}
Green-tétellel:
{\displaystyle \int _{L_{0}+L_{1}+L_{2}}\left(-c^{2}u_{x}(x,t)dt-u_{t}(x,t)dx\right)=\iint \limits _{R_{C}}s(x,t)dxdt.}
A bal oldal három könnyen számítható integrál összege:
{\displaystyle \int _{x_{i}-ct_{i}}^{x_{i}+ct_{i}}-u_{t}(x,0)dx=-\int _{x_{i}-ct_{i}}^{x_{i}+ct_{i}}g(x)dx.}
Az idő szerinti integrál eltűnik, mert az időtartam nulla, ezért {\displaystyle dt=0}.
Érdemes megjegyezni, hogy {\displaystyle \scriptstyle x\pm ct} konstans, megegyezik {\displaystyle \scriptstyle x_{i}\pm ct_{i}}-vel, jól megválasztott előjellel. Ezt felhasználva {\displaystyle \scriptstyle dx\pm cdt=0}, ahol újra megfelelően választva az előjelet:
{\displaystyle \int _{L_{1}}\left(-c^{2}u_{x}(x,t)dt-u_{t}(x,t)dx\right)\,}
{\displaystyle =\int _{L_{1}}\left(cu_{x}(x,t)dx+cu_{t}(x,t)dt\right)\,}
{\displaystyle =c\int _{L_{1}}du(x,t)=cu(x_{i},t_{i})-cf(x_{i}+ct_{i}).\,}
Ugyanígy az utolsó határszegmensre:
{\displaystyle \int _{L_{2}}\left(-c^{2}u_{x}(x,t)dt-u_{t}(x,t)dx\right)}
{\displaystyle =-\int _{L_{2}}\left(cu_{x}(x,t)dx+cu_{t}(x,t)dt\right)}
{\displaystyle =-c\int _{L_{2}}du(x,t)=-\left(cf(x_{i}-ct_{i})-cu(x_{i},t_{i})\right)}
{\displaystyle =cu(x_{i},t_{i})-cf(x_{i}-ct_{i}).\,}
Összeadva és visszahelyettesítve:
{\displaystyle -\int _{x_{i}-ct_{i}}^{x_{i}+ct_{i}}g(x)dx+cu(x_{i},t_{i})-cf(x_{i}+ct_{i})+cu(x_{i},t_{i})-cf(x_{i}-ct_{i})=\iint \limits _{R_{C}}s(x,t)dxdt}
{\displaystyle 2cu(x_{i},t_{i})-\int _{x_{i}-ct_{i}}^{x_{i}+ct_{i}}g(x)dx-cf(x_{i}+ct_{i})-cf(x_{i}-ct_{i})=\iint \limits _{R_{C}}s(x,t)dxdt}
{\displaystyle 2cu(x_{i},t_{i})=\int _{x_{i}-ct_{i}}^{x_{i}+ct_{i}}g(x)dx+cf(x_{i}+ct_{i})+cf(x_{i}-ct_{i})+\iint \limits _{R_{C}}s(x,t)dxdt}
{\displaystyle u(x_{i},t_{i})={\frac {f(x_{i}+ct_{i})+f(x_{i}-ct_{i})}{2}}+{\frac {1}{2c}}\int _{x_{i}-ct_{i}}^{x_{i}+ct_{i}}g(x)dx+{\frac {1}{2c}}\int _{0}^{t_{i}}\int _{x_{i}-c\left(t_{i}-t\right)}^{x_{i}+c\left(t_{i}-t\right)}s(x,t)dxdt.\,}
Már csak a határokat kell explicitté tenni, és már látszik is, hogy az első két kifejezés kiadja a d'Alambert-formulát, a harmadik tag pedig csak az inhomogén tagtól függ minden {\displaystyle (x_{i},t_{i})}-re.

### Más koordináta-rendszerekben
Az elliptikus koordináta-rendszerben felírt háromdimenziós hullámegyenlet a változók szétválasztásával visszavezethető a Mathieu-differenciálegyenletre.

## Hullámegyenlet a kvantummechanikában

### Nemrelativisztikus kvantummechanika
A Schrödinger-egyenlet írja le a részecskék hullámszerű viselkedését a nemrelativisztikus kvantummechanikában. A klasszikus hullámegyenlethez képest lényeges eltérés, hogy az időnek itt csak az első deriváltja szerepel. Az egyenlet megoldásai hullámfüggvények, amelyek a részecske valószínűségi amplitúdóját írják le. A kvantummechanika leírja más hullámok – mint például a hang – részecsketulajdonságait is atomi szinten és az alatt.

### Relativisztikus kvantummechanika
A Dirac-egyenlet írja le a részecskék állapotát relativisztikus esetben. A fény részecsketermészetét, a fotonokat csak a relativisztikus kvantummechanika tudja leírni.